# Чемпіонат світу з біатлону 1997
32-й чемпіонат світу з біатлону проходив 1997 року в Брезно-Осрбліє, Словаччина. На ньому вперше проводилися гонки переслідування.

## Чоловіки

### Індивідуальна гонка на 20 км
| Медаль | Біатлоніст    | Країна    | Штраф | Результат |
| ------ | ------------- | --------- | ----- | --------- |
| Золото | Рікко Грос    | Німеччина |       |           |
| Срібло | Олег Риженков | Білорусь  |       |           |
| Бронза | Людвіг Гредер | Австрія   |       |           |

### Спринт 10 км
| Медаль | Біатлоніст        | Країна   | Штраф | Результат |
| ------ | ----------------- | -------- | ----- | --------- |
| Золото | Вілфрід Паллгубер | Італія   |       |           |
| Срібло | Рене Каттарінуссі | Італія   |       |           |
| Бронза | Олег Риженков     | Білорусь |       |           |

### Переслідування 12,5 км
| Медаль | Біатлоніст           | Країна   | Штраф | Результат |
| ------ | -------------------- | -------- | ----- | --------- |
| Золото | Віктор Майгуров      | Росія    |       |           |
| Срібло | Сергій Тарасов       | Росія    |       |           |
| Бронза | Уле-Ейнар Б'єрндален | Норвегія |       |           |

### Командне змагання
| Медаль | Біатлоніст                                                        | Країна    | Штраф | Результат |
| ------ | ----------------------------------------------------------------- | --------- | ----- | --------- |
| Золото | Білорусь Вадим Сашурін Олег Риженков Олександр Попов Петро Івашко | Білорусь  |       |           |
| Срібло | Німеччина Марк Кірхнер Франк Люк Петер Сендель Карстен Гейманн    | Німеччина |       |           |
| Бронза | Польща Веслав Зем'янін Ян Зем'янін Войцех Козуб Томаш Сікора      | Польща    |       |           |

### Естафета 4 × 7.5 км
| Медаль | Біатлоніст                                                                  | Країна    | Штраф | Результат |
| ------ | --------------------------------------------------------------------------- | --------- | ----- | --------- |
| Золото | Німеччина Рікко Грос Петер Зендель Свен Фішер Франк Люк                     | Німеччина |       |           |
| Срібло | Норвегія Егіль Г'єлланд Йон-Оґе Тюльдум Даг Б'єрндален Уле-Ейнар Б'єрндален | Норвегія  |       |           |
| Бронза | Італія Рене Каттарінуссі Вілфрід Паллгубер Патрік Фавр П'єральберто Каррара | Італія    |       |           |

## Жінки

### Індивідуальна гонка 15 км
| Медаль | Біатлоніст         | Країна   | Штраф | Результат |
| ------ | ------------------ | -------- | ----- | --------- |
| Золото | Магдалена Форсберг | Швеція   |       |           |
| Срібло | Олена Зубрилова    | Україна  |       |           |
| Бронза | Катерина Дафовська | Болгарія |       |           |

### Спринт 7,5 км
| Медаль | Біатлоніст         | Країна  | Штраф | Результат |
| ------ | ------------------ | ------- | ----- | --------- |
| Золото | Ольга Ромасько     | Росія   |       |           |
| Срібло | Олена Зубрилова    | Україна |       |           |
| Бронза | Магдалена Форсберг | Швеція  |       |           |

### Переслідування 10 км
| Медаль | Біатлоніст         | Країна  | Штраф | Результат |
| ------ | ------------------ | ------- | ----- | --------- |
| Золото | Магдалена Форсберг | Швеція  |       |           |
| Срібло | Олена Зубрилова    | Україна |       |           |
| Бронза | Ольга Ромасько     | Росія   |       |           |

### Командне змагання
| Медаль | Біатлоніст                                                                                | Країна   | Штраф | Результат |
| ------ | ----------------------------------------------------------------------------------------- | -------- | ----- | --------- |
| Золото | Норвегія Лів Грете Ш'єльбрейд Анн Елен Ш'єльбрейд Ґунн Маріт Андреассен Аннетте Сіквеланд | Норвегія |       |           |
| Срібло | Росія Ольга Мельник Ганна Волкова Надія Таланова Ольга Ромасько                           | Росія    |       |           |
| Бронза | Україна Валентина Цербе-Несіна Тетяна Водоп'янова Олена Петрова Олена Зубрилова           | Україна  |       |           |

### Естафета 4 × 7,5 км
| Медаль | Біатлоніст                                                                                | Країна    | Штраф | Результат |
| ------ | ----------------------------------------------------------------------------------------- | --------- | ----- | --------- |
| Золото | Німеччина Уші Дізль Сімоне Грейнер-Петтер-Мемм Катрін Апель Петра Беле                    | Німеччина |       |           |
| Срібло | Норвегія Анн Елен Ш'єльбрейд Аннетте Сіквеланд Лів Грете Ш'єльбрейд Ґунн Маріт Андреассен | Норвегія  |       |           |
| Бронза | Росія Ольга Мельник Галина Куклева Надія Таланова Ольга Ромасько                          | Росія     |       |           |

## Таблиця медалей
| Місце | Країна    | Золото | Срібло | Бронза | Разом |
| ----- | --------- | ------ | ------ | ------ | ----- |
| 1     | Німеччина | 3      | 1      | 0      | 4     |
| 2     | Росія     | 2      | 2      | 2      | 6     |
| 3     | Швеція    | 2      | 0      | 1      | 3     |
| 4     | Норвегія  | 1      | 2      | 1      | 4     |
| 5     | Білорусь  | 1      | 1      | 1      | 3     |
| 5     | Італія    | 1      | 1      | 1      | 3     |
| 7     | Україна   | 0      | 3      | 1      | 4     |
| 8     | Австрія   | 0      | 0      | 1      | 1     |
| 8     | Болгарія  | 0      | 0      | 1      | 1     |
| 8     | Польща    | 0      | 0      | 1      | 1     |